# Voices of Transition
Voices of Transition (aka Cultures en Transition) ist ein Dokumentarfilm des Regisseurs und Produzenten Nils Aguilar aus dem Jahr 2012. Der Film wurde in Frankreich und Deutschland produziert und beschäftigt sich mit der Gefährdung der landwirtschaftlichen Produktion durch Energie- und Ressourcenverknappung und zeigt als Alternativen Agrarökologie in Frankreich, die Transition-Town-Bewegung sowie urbane Landwirtschaft in Kuba als Vorreiter einer Transformation der Nahrungsmittelproduktion weg von industrieller Landwirtschaft zu kleinteiliger, dezentraler Erzeugung. Der Kinostart in Deutschland fand am 2. Mai 2013 statt, im Kontext einer Deutschlandtournee des Films, der Kinostart in Österreich am 2. April 2014, nebst weiteren Kinostarts im Ausland.

## Handlung
Im Film wird mittels Interviews und Einblendungen von Grafiken und Texten dargestellt, welche Probleme die derzeitige industrielle Landwirtschaft hervorruft und warum sie mittelfristig nicht geeignet ist, die Ernährung der Weltbevölkerung sicherzustellen: Für die Produktion eines Lebensmittels mit einem Brennwert von 4,2 kJ (= 1 kcal) betrage der Einsatz von Erdöl derzeit 42 - 84 kJ (= 10 - 20 kcal) in Düngerproduktion und Transport, was für eine starke Abhängigkeit der Agrarpreise vom Ölpreis sorge. Wegen des Erdölfördermaximums und dem erwarteten Ölpreisanstieg würden die Lebensmittelkosten immer weiter ansteigen. Diese Abhängigkeit stelle inzwischen eine große Verwundbarkeit der Lebensmittelversorgung dar. Außerdem sei die Landwirtschaft inzwischen für 40 % der Treibhausgasemissionen verantwortlich, was den Klimawandel beschleunige. Zudem sorge der massive Einsatz von Mineraldünger für einen Verlust an Bodenfruchtbarkeit, einen drohenden Totalverlust an nutzbarem Boden innerhalb von Jahrzehnten durch Erosion sowie sinkende Flächenerträge, die nur begrenzt durch einen immer weiter gesteigerten Einsatz von Dünger kompensiert werden könnten. Als Nebenwirkungen der Industrialisierung der Landwirtschaft seit den 1920er Jahren wird der Verlust von Arbeitsplätzen, die Landkonzentration in den Händen weniger (in Frankreich schließe alle 23 Minuten ein Bauernhof), sowie die starke Abhängigkeit von Unternehmen wie Monsanto oder Bayer genannt, die vom Saatgut über Dünger bis zu den notwendigen „Chemiecocktails“ für Hybridzüchtungen die komplette Produktionskette kontrollierten. Diese Entwicklung würde durch die Subventionen der Weltbank unterstützt. Zur Erläuterung der Problematik kommen Vandana Shiva, der Initiator der Transition-Town-Bewegung Rob Hopkins sowie Agrarexperten zu Wort, die Bodenuntersuchungen auf Feldern vornehmen. Die Erdölabhängigkeit wird anhand des Lebensmittelgroßmarkts in Rungis veranschaulicht.

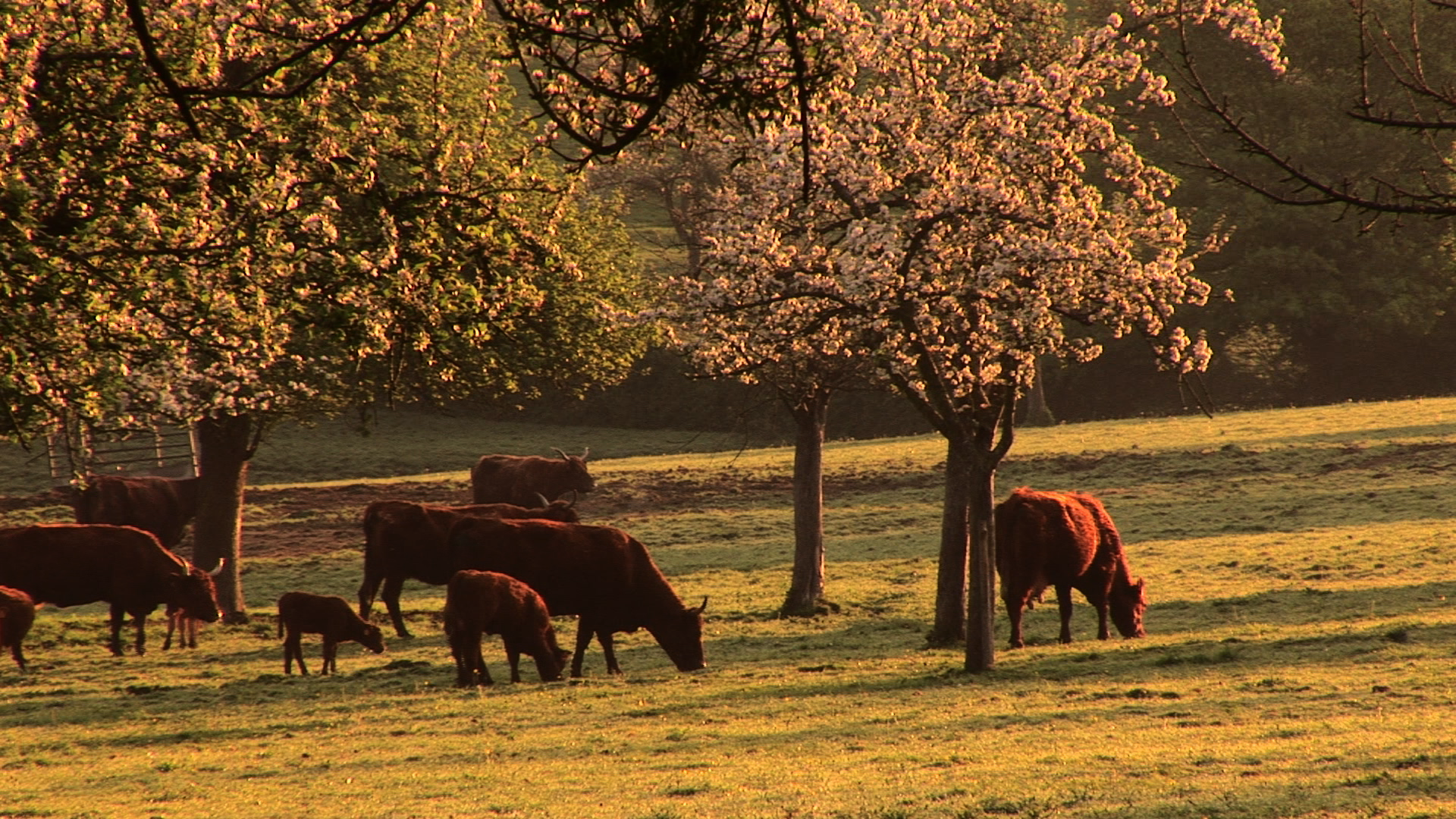
Agroforstwirtschaft in der Normandie

Zur Veranschaulichung von Alternativen werden Orte in Frankreich und England aufgesucht: Der Experte für Agroforstwirtschaft Martin Crawford führt durch seinen Waldgarten, wobei er erläutert, wie die Zusammenstellung verschiedener Pflanzen auf unterschiedlichen Ebenen dazu führe, dass diese sich gegenseitig mit Nährstoffen versorgen. Er betont die hohe Flächenproduktivität und Effizienz dieses nach Prinzipien der Permakultur aufgebauten Gartens, der mit einem sehr geringen Energieeinsatz auskomme. Eine andere Anwendung wird für Äcker gezeigt, auf denen Baumreihen gepflanzt sind, zwischen denen Getreide wächst. Letzteres kann so weiterhin maschinell geerntet werden, die Bäume würden aber für ein besseres Mikroklima, durch die Schaffung von Lebensräumen für Tiere eine Erhöhung der Biodiversität hervorrufen und ihre regelmäßig abfallenden Wurzeln für eine Erhöhung der Bodenqualität sorgen. Durch die Bäume könne das Holzdefizit der europäischen Länder ausgeglichen und Kohlendioxid gebunden werden, der Holzbestand würde zudem das Land aufwerten. Als Experten treten der beim französischen Institut national de la recherche agronomique arbeitende Christian Dupraz sowie der französische Bodenkundler Claude Bourguignon auf.

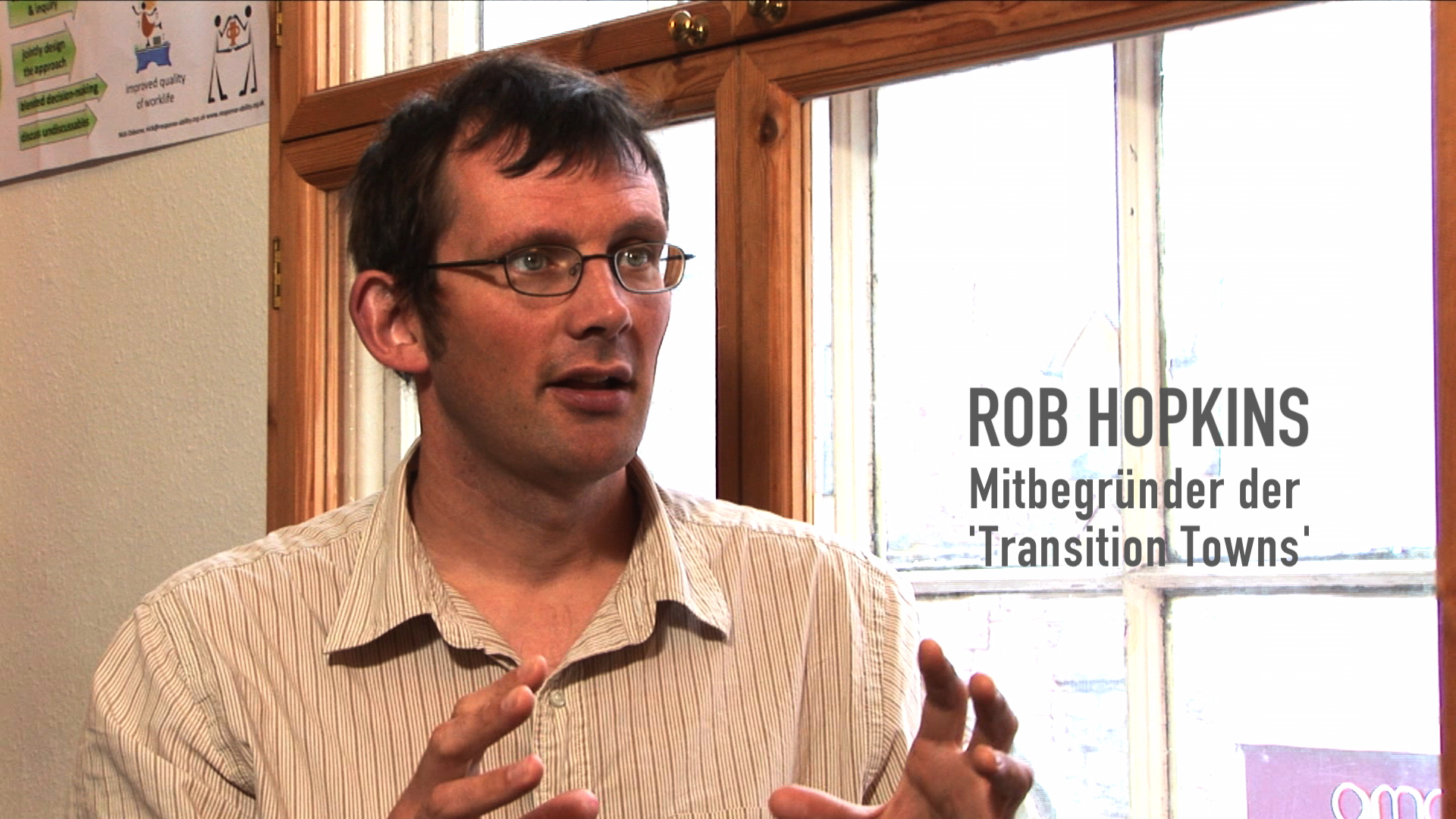
Rob Hopkins

Ein zweiter Strang zeigt britische Transition-Town-Initiativen, deren lokale Akteure angeben, sich für eine lebenswertere Zukunft zu engagieren, indem sie Strukturen aufbauen, die resilient gegenüber Peak Oil, Klimawandel oder Wirtschaftskrisen sind, deren Auswirkungen als Bedrohung wahrgenommenen werden. Der Film zeigt den Permakultur-Gärtner Mike Feingold, wie er in seinem Gemeinschaftsgarten arbeitet sowie selbstgeerntete Äpfel zu Saft verarbeitet. Außerdem werden Tauschmärkte, die Regionalwährung Totnes Pound sowie Veranstaltungen gezeigt, in denen gemeinsam Pflanzaktionen durchgeführt werden mit dem Ziel einer „essbaren Stadt“. Sally Jenkins vom Projekt Grofun (Growing Real Organic Food in Urban Neighbourhoods) zeigt, wie sie Lebensmittel im Vorgarten anpflanzt, um Nachbarn zu Nachahmung zu inspirieren. Erläutert werden die Projekte vom Mitgründer der Bewegung Rob Hopkins, der die Notwendigkeit einer Vision betont, die Menschen in den nächsten Jahrzehnten tragen könnte. So könne man sich auf die drohenden Krisen gemeinschaftlich vorbereiten und zugleich wieder lernen, das Leben zu genießen.

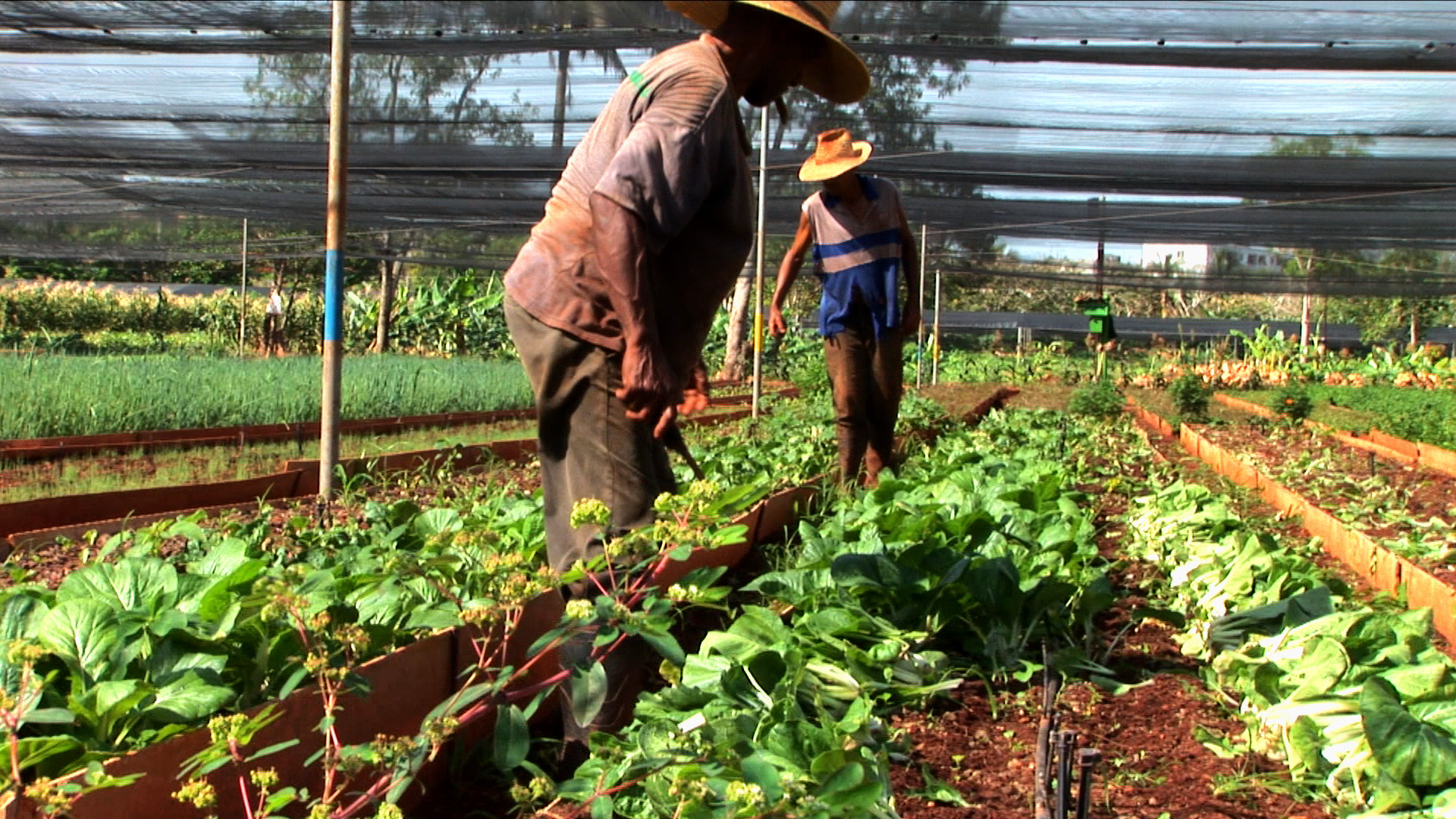
Cooperative Alamar, Kuba

Das letzte Drittel des Films widmet sich Kuba, dessen Landwirtschaft Anfang der 1990er Jahre durch den Zusammenbruch der Sowjetunion vom Erdöl und globalen Lebensmittelmärkten abgeschnitten wurde. Dadurch entwickelten sich Gemeinschaftsgärten und urbane Landwirtschaft, in denen biologisch erzeugte Lebensmittel hergestellt werden. Dadurch deckt die kubanische Hauptstadt Havanna 70 Prozent ihres Bedarfs an frischem Gemüse aus der Stadt oder ihrer unmittelbaren Umgebung, wobei bis zu 20 kg pro Quadratmeter erzielt würden. Als wichtigster Interviewpartner tritt Fernando Funes-Monzote auf, Mitbegründer der Grupo de Agricultura Organica, die 1999 den Right Livelihood Award verliehen bekam. Er erläutert, dass Kuba wohl das einzige Land sei, das auf dem Weg zu einer nachhaltigen Lebensmittelversorgung sei, was im Film durch eine Studie des WWF ergänzt wird, nach der Kuba als einziges Land die beiden Minimalkriterien für nachhaltige Entwicklung erfülle. Die staatliche Förderung urbaner Landwirtschaft habe zu einer gesteigerten Ernährungssouveränität geführt und die Abhängigkeit von Weltmarkt und Ölpreis reduziert. Daher könne Kubas unfreiwillige Entwicklung als Vorbild für andere Länder dienen, denen Versorgungsengpässe noch bevorstünden.

## Hintergrund
Der Regisseur Nils Aguilar gab in einem Interview an, ihn habe die Erfahrung „tief getroffen“ wie große Agrarkonzerne in Argentinien indigene Bewohner, die gegen ihre Vertreibung protestierten, mit Schlägertrupps zum Verstummen brachten. Die Beschäftigung mit Konzepten der Permakultur seit 2003 und die Lektüre des Buchs Le sol, la terre et les champs des französischen Bodenkundlers Claude Bourguignon habe ihn dann inspiriert, einen Film zu drehen, der „über das Aufzeigen von positiven Lösungswegen zum Handeln inspirieren solle.“
Als Ziel des Projekts wird angegeben, der Transition-Town-Bewegung ein pädagogisches Werkzeug in die Hand zu geben und die Agrarökologie zu fördern. Aguilar, 1980 in Tübingen geboren, startete das Projekt zunächst mit einem Co-Regisseur, der allerdings frühzeitig ausschied, weil er „nicht wirklich daran geglaubt hat.“ So versuchte Aguilar, nach seinem Ausscheiden das Filmprojekt als „fachfremder Autodidakt“ selbst zu meistern, was etwa vier Jahre in Anspruch nahm.
Der Low-Budget-Film wurde vom Autor selbst produziert, weswegen der Film in hohem Maße von ehrenamtlichem Engagement abhing. Gefördert wurde er dabei vom EU-Programm Jugend in Aktion und dem Programm Envie d'agir des französischen Jugendministeriums. Außerdem wurden zwei Crowdfunding-Kampagnen durchgeführt, bei denen insgesamt 13.000 Euro gesammelt wurden. Der Film wird in Deutschland im Eigenverleih vertrieben.

## Vorführungen
Der offizielle Kinostart des Films fand im Mai 2013 statt. Als öffentlichkeitswirksame Vorpremiere des Films diente die Vorführung im Beiseins des Protagonisten Rob Hopkins auf der Tagung „Agriculture in Transition“ der Heinrich-Böll-Stiftung 2013. Diese Vorführung war der Start für eine Deutschland-Tournee mit 16 Stationen.
Inzwischen hat der Film zusehends internationale Beachtung erhalten und wurde auf mindestens 22 internationalen Festivals gezeigt. Allein im Rahmen des Festival Alimenterre 2013 lief der Film auf 192 öffentlichen Vorführungen in afrikanischen und französischsprachigen Ländern und erreichte laut Veranstalter 12.520 Zuschauer. Im Rahmen des Cinema-Politica-Festivals wurde er in sechs kanadischen Universitäten gezeigt.
Neben den Kinostarts im deutschsprachigen Raum erfolgten weitere Starts und Tourneen in Italien, USA, Portugal, Wallonien und Flandern (Belgien), Großbritannien, Argentinien und Chile.
Seit dem Sommer 2014 ist eine DVD mit Untertiteln in 17 Sprachen verfügbar.

## Auszeichnungen
- Main prize: Ecological Success Stories Ekotopfilm-Festival, 2012[41]
- Best Environmental Film, The Colorado International Film Festival, 2014[42]
- Winner First Time Director, Oregon Film Awards, 2014[43]
- Rector's award from University of Nitra, Festival Agrofilm, 2015[44]
- Prix du Public / Publikumspreis, Univerciné – Allemand Festival Nantes, 2017[45]

## Festivals (Auswahl)
- Ekotopfilm-Festival Bratislava, 2012[41]
- Festival Génération Durable in Verneuil-sur-Avre, 2012[46]
- Globale 2012 in Würzburg[47] und Leipzig[48]
- Festival du Film Vert, Romandie, 2012[49]
- Festival Alimenterre Brüssel, 2012[50]
- Festival des Libertés Brüssel, 2012[51]
- 8e Festival International du Film Ecologique de Bourges, 2012[52]
- Ecofalante Festival São Paulo, 2013[53]
- Festival Alimenterre Frankreich, 2013[54]
- DR Environmental Film Festival Santo Domingo, Dominican Republic, 2013[55]
- Filmambiente Rio de Janeiro, Brazil, 2013[56]
- Ecofest International Festival of Ecology Films Transylvania, Romania
- Green Film Festival in Seoul Seoul, South Korea, 2013[57]
- Festival International du Film de l'Environnement FIFE Paris, France, 2013[58]
- Cinema Verde Festival Gainesville, Florida, 2013[59]
- Environmental Film Fest (in the Nation's capital) Washington, D.C., 2013[60]
- Greenme Festival im Vorfeld der Berlinale Berlin, Deutschland, 2013[61]
- Cinema Politica Canada, 2013[62]
- Oregon International Film Awards, Winner First Time Director, 2014[63]
- The Colorado International Film Festival, Best Environmental Film, 2014[64]
- The Southafrican Eco film Festival, Capetown 2014[65]
- Life Sciences Film Festival, Prague, Czech Republic, 2014[66]
- Festival Agrofilm, Nitra, Slowakei, 2015[44]
- The Kuala Lumpur Eco Film Festival, Malaysia, 2015[67]
- Festival internacional de cine de Derechos Humanos de Buenos Aires DerHumAlc, Argentinien 2015[68]
- Sunchild IEFF, Yerevan, Armenia, 2016[69]
- Singapore Eco Filmfest, Singapore, 2016[70]
- Univerciné – Allemand, Nantes, France, 2017[71]

## Rezeption
Der Film wurde in zahlreichen Transition-Initiativen gezeigt, über 20 wurden unmittelbar nach einer Vorführung gegründet, und 2012 wurde er zu einem der zehn populärsten Filme der Initiativen gewählt.
Das Ekotopfilm-Festival, das dem Film einen Hauptpreis in der Kategorie People and Earth / Ecological Success Stories verlieh, bezeichnete Voices of Transition als „enthusiastische Dokumentation über von Bauern und Gemeinschaften geleitete Antworten auf Lebensmittelunsicherheit in einem Szenario von Klimawandel und Erdölfördermaximum.“
Franziska Weigelt vom Haus des Dokumentarfilms bezeichnet das Engagement der Beteiligten als „bewundernswert und inspirierend“, fügt jedoch hinzu, „Eindrücke von der Gegenseite […] hätten dem Dokumentarfilm vielleicht zu mehr Tiefe verholfen.“
Angelika Nguyen von Der Freitag meint „Voices of Transition von Nils Aguilar wirkt am stärksten, wenn die Stimmen der Experten aufhören, uns mit Analysen in den Ohren zu klingen […] Wenn nur noch die Biene von Mike Feingold summt. Wie der da so sitzt, der Permakultur-Designer im Blaumann, mit wilder Mähne, der Rebell gegen die eigene Erdbeerfarm in Kenia […] und sagt: "Das ist Glück."“
Uwe Schneidewind, Direktor des Wuppertal Institut für Klima, Umwelt, Energie hält den Film für „ein Meisterwerk! Faszinierend im Inhalt wie auch in der Form.“
David Bollier, Autor und Mitgründer der Commons Strategies Group, titelt in seinem Blog: „inspirierender neuer Film über die Landwirtschaft, die wir brauchen“.
Niko Paech, Vorsitzender der Vereinigung für Ökologische Ökonomie, schreibt: „Kein Film in diesem Bereich hat mich so beeindruckt und begeistert wie Voices of Transition von Nils Aguilar. Ich habe den Streifen inzwischen fünf mal gesehen… und damit öfter als Blade Runner und High Noon!“
Sarah Wiener, Fernsehköchin und Buchautorin, sagt zum Film: „Dieser Film war überfällig! Er zeigt Lösungswege aus der aktuellen Ernährungskrise auf und macht Mut, sie hier und jetzt selbst zu beschreiten..“
Reinhard Lüke vom Filmdienst bezeichnet die Produktion als „Agitationsfilm, der das eigenhändige Gärtnern mit dem Lustprinzip der Slow-Food-Bewegung zu verbinden versucht“, kritisiert allerdings, Aguilar bliebe „zu sehr der Stilistik einer Fernsehreportage verhaftet, um als Dokumentarfilmer überzeugen zu können.“
Vandana Shiva, indische Physikerin und Trägerin des Right Livelihood Award, meint in einem Interview des Filmemachers: „Dieser wertvolle Film zeigt exakt, worauf es ankommt: Wir müssen unsere Zukunft hier und jetzt in die Hand nehmen, ohne auf neue Gesetze von oben zu warten.“
Bill McKibben, US-amerikanischer Journalist und Klimaaktivist, kommentierte: „Dieser Film zeigt, dass der Übergang zu einer neuen Welt möglich ist: Wir können diesen Weg beschreiten, wenn wir es nur wollen!“
Rob Hopkins, der britische Gründer der Transition Towns Bewegung, meint zum Film: „Voices of Transition öffnet unseren geistigen Horizont für neue Möglichkeiten und bietet uns eine neue Vision für ein wahrhaft zukunftsfähige Landwirtschaft. Dieser Film ist ein sehr wirkungsvolles Werkzeug zum Anstoßen des kulturellen Wandels!“